# 玛丽亚·斯库蒂
玛丽亚·斯库蒂（義大利語：Maria Scutti，1928年8月—2005年），意大利女子击剑、游泳、乒乓球、田径运动员。她曾代表意大利参加1960年夏季残疾人奥林匹克运动会，获得十枚金牌、三枚银牌和二枚铜牌。